# Meyrannes
Meyrannes là một xã trong vùng Occitanie. Xã Meyrannes nằm ở khu vực có độ cao trung bình 150 mét trên mực nước biển.